# 소사 (명칭)
소사(小使)는 과거 대한제국과 일제강점기, 대한민국 건국 초기에 정부기관, 행정기관, 학교, 기업에서 경비업무 및 해당 기관, 회사의 잔심부름을 시키기 위하여 고용한 사람을 뜻한다. 이 중 나이가 소년, 혹은 청년 등은 사동(使童), 사환(使喚), 사아(使兒) 등으로도 불렸다.
1948년 이후의 소사는 고용직 공무원 신분이었다. 이들은 1989년 5월 10일 고용직 공무원 재직 3년 이상인 자들에 한해서만 기능직 공무원으로 전환시키고 방호원이라 칭하였다.
일본에서는 학교 용무원을 고용하며 학교 급사(給仕) 또는 소사(小使)라 부르다가, 1947년부터 학교 용무원으로 명칭이 변경되었다. 이들 학교 용무원의 신분은 도도부현비 부담 교직원이 아닌 일본 정부 공무원으로, 일본 문부성 또는 일본 문부과학성에서 채용 및 임용하는 방식의 공무원이다. 